# گمینا ناداژن
گمینا ناداژن (به لهستانی:  Gmina Nadarzyn) یک گمینا در لهستان است که در شهرستان پروشکوف واقع شده‌است. گمینا ناداژن ۷۳٫۴ کیلومتر مربع مساحت و ۱۰٬۳۶۲ نفر جمعیت دارد.